# The Beautiful Game
The Beautiful Game은 앞 10개의 어쿠스틱 알케미의 앨범중에서 가장 길고, 그렉 카마이클의 전문 경력을 현저히 바꿔놓은 전환점이 되는 앨범이다.
이 앨범은 처음으로 이 앨범이 나오기 2년 전 췌장암으로 죽은 이 밴드의 주축이 되었던 일원, Nick Webb이 빠지고 만들어진 앨범이다. 웹의 자리는 그 때의 통기타 연습생 Miles Gilderdale가 지금까지 그자리를 채우고 있다.
이 앨범은 팬층의 뚜렷한 변화를 가져왔다. 번지르르한 회사와 완전히 달라진 제작법으로 완전히 이 앨범 앞까지의 이때까지 쌓아왔던 음반의 음색과는 구별되는데, "The Last Flamenco"처럼 드럼과 베이스의 악절이 들어오고, "Kidstuff"에서는 아기가 우는 효과음을 넣기까지 한다. 이런 실험이 이전 음반과는 확연히 달라지게 되는 요인이 되는 것이다.
오랫동안의 어떤 밴드의 노력으로, 이 음반은 끝내 두개의 보너스트랙이 들어가게 되는데, 그렉 카마이클과 존 파슨스가 같이 참여하여 재녹음됨으로써 컨트리 음악의 모습으로 바뀌게 된다.

## 트랙 목록
| #  | 제목                                  | 작사자                        | 길이 |
| -- | ------------------------------------- | ----------------------------- | ---- |
| 1  | "Angel Of The South"                  | Carmichael/Gilderdale         | 6:41 |
| 2  | "The Panama Cat"                      | Carmichael/Gilderdale/Felix   | 5:04 |
| 3  | "Trail Blazer"                        | Carmichael/Gilderdale/Parsons | 5:00 |
| 4  | "The Beautiful Game"                  | Carmichael/Disley             | 5:16 |
| 5  | "Hats Of Magic"                       | Carmichael/White              | 5:03 |
| 6  | "Tete A Tete"                         | Carmichael/Disley             | 4:43 |
| 7  | "The Last Flamenco"                   | Carmichael/Parsons/White      | 4:20 |
| 8  | "Kidstuff"                            | Carmichael/White              | 4:19 |
| 9  | "Big Sky Country"                     | Carmichael/Gilderdale/Parsons | 4:34 |
| 10 | "Hold On To Your Heart"               | Carmichael/Parsons            | 4:11 |
| 11 | "Jubilation"                          | Carmichael/Parsons            | 4:39 |
| 12 | "Big Sky Country (Nashville version)" | Carmichael/Gilderdale/Parsons | 4:17 |
| 13 | "Trail Blazer (Nashville version)"    | Carmichael/Gilderdale/Parsons | 4:41 |